# Merostachys medullosa
Merostachys medullosa là một loài thực vật có hoa trong họ Hòa thảo. Loài này được Send. mô tả khoa học đầu tiên năm 1997.